# Münsterplatz (Ulm)
Der Münsterplatz liegt im Zentrum der süddeutschen Stadt Ulm vor dem namensgebenden Münster. Der Platz wird von vielen Geschäftshäusern gesäumt, die überwiegend nach dem Zweiten Weltkrieg entstanden sind. Zudem wird der Platz vom 1991–1993 gebauten Stadthaus Ulm dominiert, das mit seiner weißen Fassade und modernen Architektur einen deutlichen Kontrast zum Ulmer Münster darstellt.

## Beschreibung

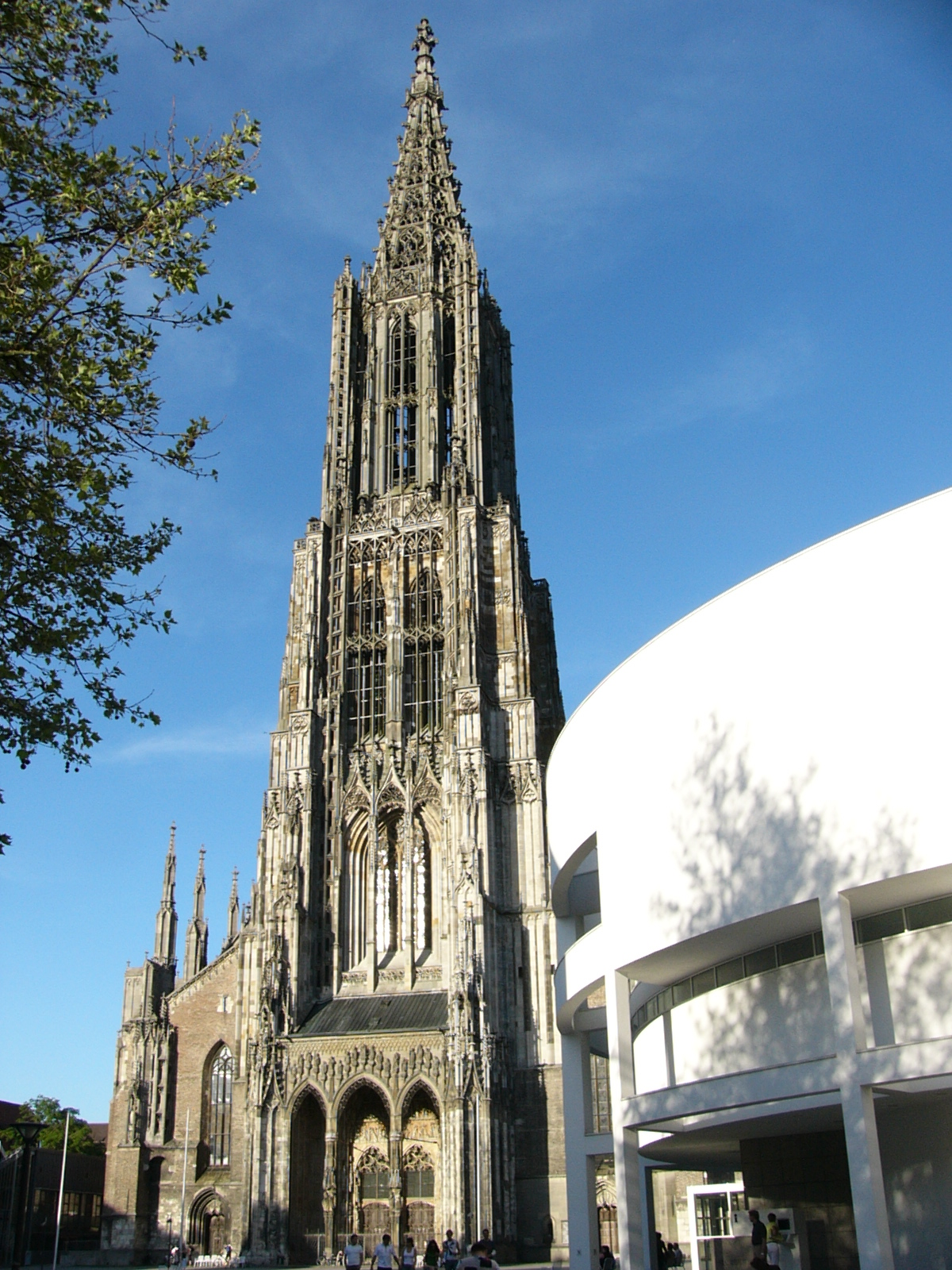
Westseite des Ulmer Münsters; rechts das Stadthaus

Am Ostende des Münsterplatzes steht das gotische Münster mit seinem 161,53 m hohen Turm. In den Platz münden im Westen die Hirschstraße, die Haupteinkaufsstraße Ulms und Fußgängerzone, im Norden die Platzgasse und im südöstlichen Eck die Verbindung zur neugestalteten Neuen Straße.
Der Münsterplatz ist autofrei. Im Gegensatz zu den meisten anderen zentralen Plätzen der Stadt führt keine Linie des öffentlichen Personennahverkehrs mehr über den Platz.
Die beiden Straßen entlang des Münsters gehören im erweiterten Sinne ebenfalls zum Münsterplatz und heißen entsprechend Nördlicher und Südlicher Münsterplatz.

## Geschichte

### Vor- und Frühgeschichte
Die älteste Besiedlung des Ulmer Raumes datiert aus der frühen Jungsteinzeit, um 5000 v. Chr. Die ältesten Funde archäologischer Grabungen auf dem Münsterplatz datieren aus dem Endneolithikum; gefunden wurden Bestattungen der Glockenbecherkultur. Zudem wurden im Bereich des Stadtgebiets Ulm alamannische Gräberfelder der Merowingerzeit entdeckt.

### Mittelalter

#### Ersterwähnung, ursprüngliche Bebauung unklar
Erstmals namentlich erwähnt wurde Ulm im Jahre 854 n. Chr.
Die Bebauung der Fläche des heutigen Münsterplatzes zu dieser Zeit ist nicht eindeutig geklärt. Die Stadtmitte des jungen Ulm scheint mehr in der Nähe der heutigen Adlerbastei, später im Bereich des Weinhofs gelegen zu haben, beides also näher zur Donau, so dass der heutige Münsterplatz wohl eher Ortsrandlage war.

#### Die Ulmer Sammlung
Die Ulmer Sammlung, eine freie Frauengemeinschaft, die sich zur Lehre des Franz von Assisi bekannte, wurde 1330 auf dem (damals so noch nicht vorhandenen) Münsterplatz gegründet und war dort bis 1387 auf dem Anwesen einer Ulmerin ansässig. Sie war dann später in der Frauenstraße untergebracht.

#### Das Barfüßerkloster

Ausschnitt aus einem Vogelschauplan der Reichsstadt Ulm um 1597, kolorierte Tuschzeichnung. Erkennbar das 1878 abgerissene Barfüßerkloster auf der Fläche des heutigen Münsterplatzes

Auf der Fläche des heutigen Münsterplatzes befand sich über viele Jahrhunderte ein Kloster. Der Bau wurde vor 1250 begonnen (Grundsteinlegung des Ulmer Münsters war 1377) und später immer wieder erweitert. Dieses westlich ans Münster angrenzende Barfüßerkloster beherbergte nach der Reformation mit der Lateinschule (später Gymnasium bzw. Gymnasium academicum) die oberste Bildungseinrichtung der Stadt.

#### Die Valentinskapelle

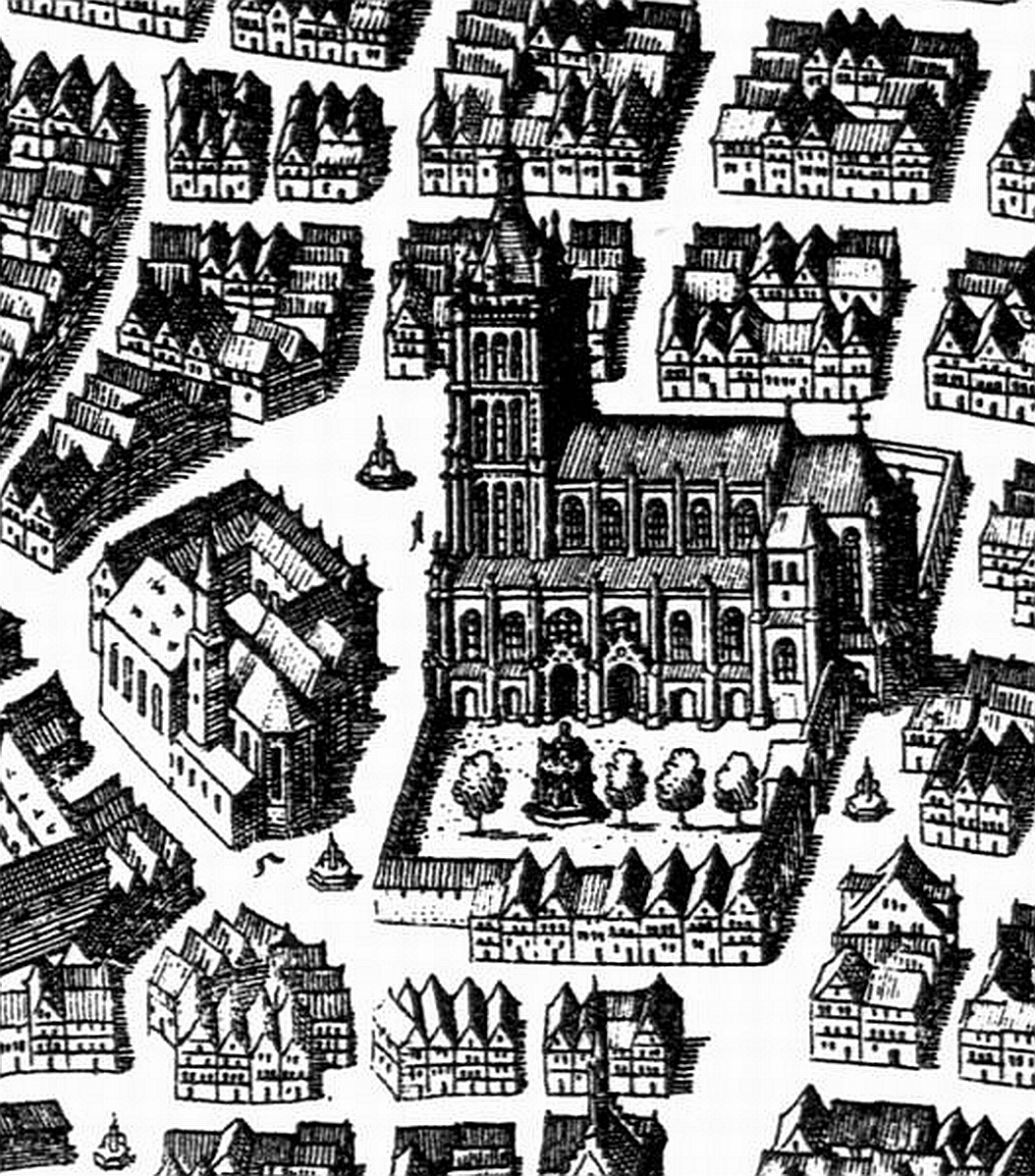
Vogelschau auf den Münsterplatz etwa um 1650, Kupferstich von Matthäus Merian d. Ä. aus der „Topographia Sueviae“, etwa 1643/1656

Auf dem südöstlichen Münsterplatz, beim Südturm des Münsterchors, steht die Valentinskapelle, die der Ulmer Patrizier Heinrich Rembold 1458 an der Ostseite des früheren Münsterfriedhofes als Grablege für sich und seine Familie errichten ließ. Als Baumeister wird Matthäus Ensinger, der Sohn des Münsterbaumeisters Ulrich Ensinger, vermutet. In der Reformationszeit wurde die Kapelle 1531 säkularisiert und danach als Lager genutzt. Im Dreißigjährigen Krieg diente sie als Schmalzlager der Stadt, was zu der noch heute verwendeten Bezeichnung „Schmalzhäusle“ führte. Zwischen 1862 und 1864 ließ Münsterbaumeister Ferdinand Thrän das Portal erneuern, die Sakristei an der Nordseite durch zwei Pfeiler aus Backstein ersetzen und die ursprünglich schlichte Kapelle im neugotischen Stil ausschmücken. 1894 wurde die Kapelle der evangelischen Kirchengemeinde übereignet. Im Zweiten Weltkrieg diente die Gruft der Remboldschen Grablege als Luftschutzkeller. Pläne, die im Zuge des Wiederaufbaues zu entstehende Hauptverkehrsader Neue Straße direkt am Münster vorbeizuführen und hierzu die Valentinskapelle abzureißen, wurden nicht realisiert. Heute wird die Valentinskapelle von der russisch-orthodoxen Glaubensgemeinde für Gottesdienste genutzt.

### 1878
1878, kurz vor Vollendung des Münsterturms, wurde das Barfüßerkloster abgerissen und der Münsterplatz „freigelegt“. Ziel der Romantiker war es, einen freien Blick auf das Münster als höchsten Kirchturm der Welt zu erreichen. Der nun freiliegende Platz sollte umgehend mit einer anspruchsvollen Architektur bebaut werden. Dieser Prozess dauerte mehr als 100 Jahre, der Platz wurde allgemein als leer erlebt.

### 1944
Beim vernichtenden Fliegerangriff auf Ulm am 17. Dezember 1944 wurde das Münster kaum beschädigt, allerdings wurden fast sämtliche anderen Gebäude des Münsterplatzes schwer getroffen, wie auch die gesamte Ulmer Altstadt westlich des Münsters bis zum Bahnhof und nördlich des Münsters bis an den Stadtrand.

### Nach dem Zweiten Weltkrieg
Bis in die 1980er Jahre, vor der Neugestaltung, war der Münsterplatz Parkplatz. Zudem befand sich damals an der Stelle, an der heute das Stadthaus steht, die barackenähnlich gebaute Touristeninformation.

### Neugestaltung in den 1980er und 1990er Jahren
Es schien immer deutlich, dass der Münsterplatz zu großflächig war, trotz des hohen Kirchturms. Um die Neugestaltung des Münsterplatzes wurde trotzdem lange gerungen. Es sind insgesamt 17 Wettbewerbe dokumentiert, der erste im Jahre 1924 mit 467 eingereichten Entwürfen. Letztlich lehnte 1986 die Mehrheit in einem Bürgerentscheid eine Neubebauung zwar ab; allerdings erreichte dieser das Quorum nicht und war somit für die Stadt nicht verbindlich. Entsprechend fiel die Entscheidung durch den Stadtrat, den Münsterplatz zu bebauen.
Anstelle der Touristeninformation wurde das Stadthaus nach Plänen des New Yorker Architekten Richard Meier erbaut. Es sollte „begehbare Skulptur“, Platz für Ausstellungen, Konzerte, Tagungen, Vorträge etc. sein, aber auch wieder die Touristeninformation enthalten, zudem Gastronomie.

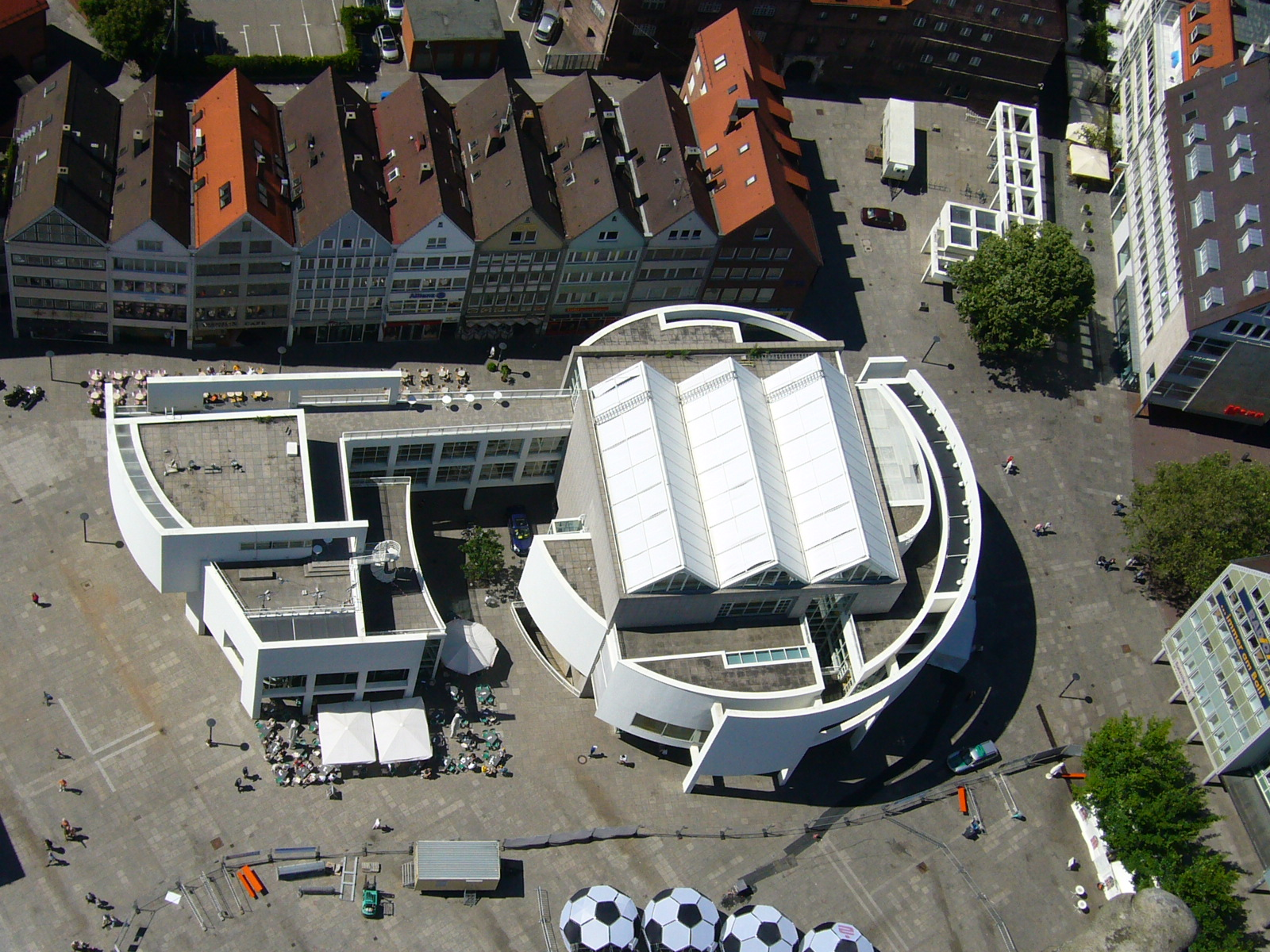
Blick vom Turm des Münsters auf das Stadthaus, entworfen vom Architekten Richard Meier

Das Stadthaus wurde 1993 eröffnet, blieb aber darüber hinaus in der Bevölkerung lange umstritten, da es in den Augen vieler architektonisch nicht zum gotischen Münster passte. Heute passt sich das Stadthaus in die architektonische Neugestaltung des gesamten Bereiches zwischen Ulmer Rathaus und Münsterplatz ein, bei dem eine vierspurige Straße durch zahlreiche Neubauten ersetzt wurde. Hierdurch wurde wenigstens annähernd eine Straßenzuggestaltung erreicht, vergleichbar mit der vor der fast vollständigen Zerstörung der Altstadt im Zweiten Weltkrieg.
Zudem wurde der komplette Platz neu gepflastert, und entlang der Nord- sowie Westseite wurden im Abstand einer Straßenbreite von der Häuserfront Bäume gepflanzt.

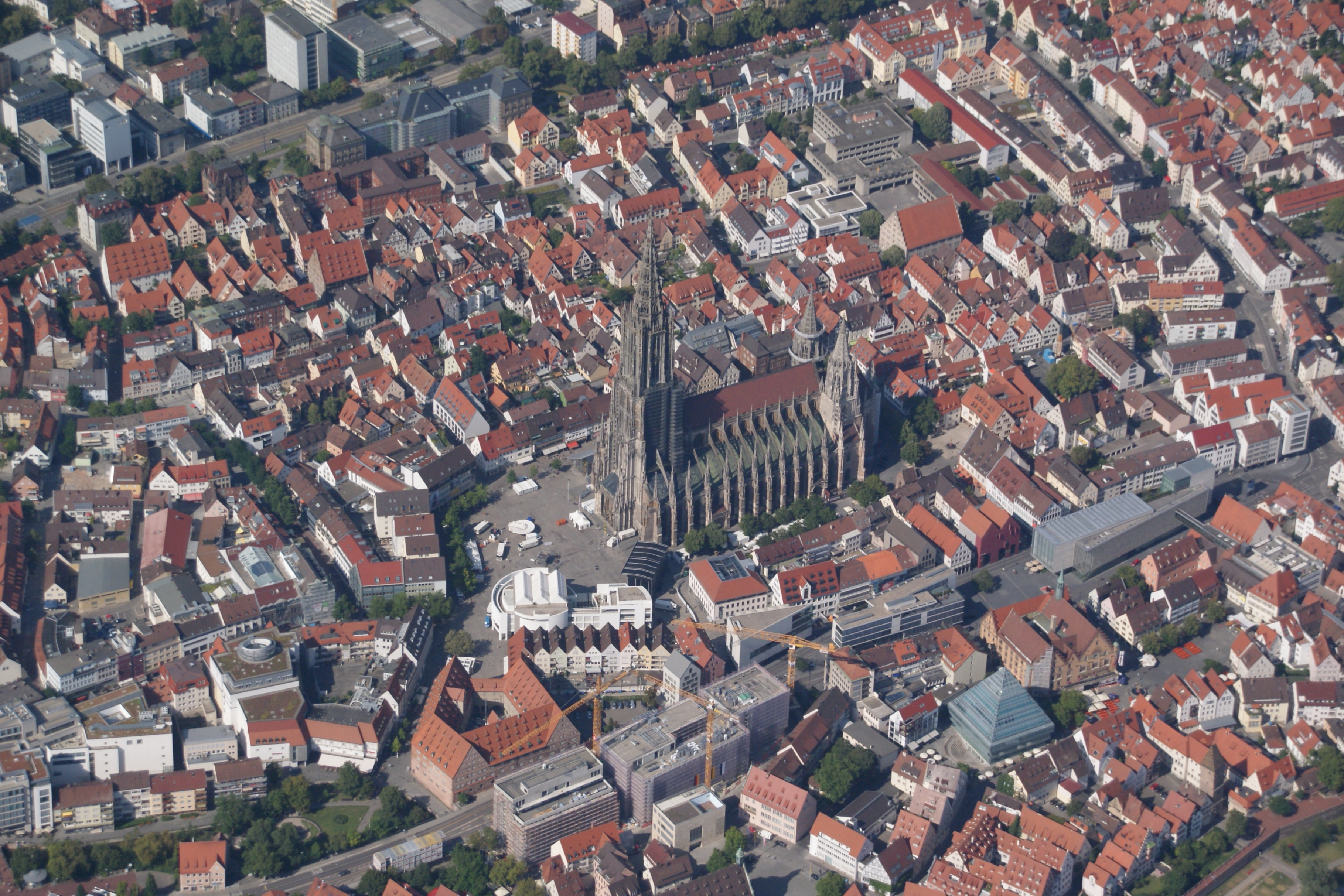
Ulm mit dem Münster (Juli 2014)

Mit in die Neugestaltung inbegriffen wurden der Nördliche und der Südliche Münsterplatz entlang der Längsseiten des Münsters. Die historische Münsterbauhütte, in der die Restauratoren des Münsters arbeiten, wurde renoviert, und die Ladenzeile entlang des Nördlichen Münsterplatzes in den Ausmaßen der mittelalterlichen Ladenzeile erneuert, wie sie bis 1944 bestanden hatte. Die Ladenzeile auf dem Südlichen Münsterplatz wurde abgerissen.

### Ausstellung
Eine Dauerpräsentation zur Geschichte des Münsterplatzes wird im Ulmer Stadthaus gezeigt.

## Heutige Nutzung
Heute wird der Münsterplatz als Mittelpunkt der Stadt Ulm auf vielfältige Weise genutzt:
- Wochenmarkt, samstags und mittwochs
- Weihnachtsmarkt: Der Ulmer Weihnachtsmarkt ist einer der größten und populärsten Weihnachtsmärkte Süddeutschlands und findet jährlich statt. Er beginnt in der Regel am ersten Adventswochenende und dauert bis zwei Tage vor Heiligabend. Dazu wird der Marktplatz vor dem Hauptportal des Münsters in ein Hüttendorf (mit eigenen Straßennamen) verwandelt. Besonders Verkaufshütten dominieren den Markt. Das Angebot reicht von Alltäglichem über Weihnachtszubehör (Krippen, Kerzen, Räucherutensilien) bis hin zu Handgemachtem. Kulinarische Hütten runden den Markt ab.
- Württembergischer Landesposaunentag: Alle zwei Jahre findet in Ulm an einem Wochenende im Mai oder Juni der Landesposaunentag des „Evangelischen Jugendwerks in Württemberg“ statt, bei dessen Schlussfeier bis zu 9000 teilnehmende Blechbläser den größten Posaunenchor der Welt bilden.
- Pop- und Rock-Konzerte: In den letzten Jahren fanden dort zum Beispiel Auftritte von Joe Cocker (2005), The Who (2006), Pink (2007) und Liza Minnelli (2008) statt.

### Gesamtdarstellungen
- Max Stemshorn, Alexander Wetzig (Hrsg.): Münsterplatz, ein europäischer Stadtraum im Wandel: der Ulmer Münsterplatz in Geschichte und Gegenwart. Ulm: Süddeutsche Verlagsgesellschaft, 2. Aufl. 2005, ISBN 3-88294-358-0
- Andrea Brüning, Anke Burzler: Archäologie und Geschichte des Ulmer Münsterplatzes: ein Streifzug durch vier Jahrtausende. 1. Aufl.: Ulm: Süddeutsche Verlagsgesellschaft 1998; 2. Aufl.: Jan Thorbecke Verlag, Ostfildern 2004, ISBN 978-3-7995-8017-5

### Zur Archäologie
- Judith Oexle (Verf.), Landesdenkmalamt Baden-Württemberg (Hrsg.): Der Ulmer Münsterplatz im Spiegel archäologischer Quellen. Reihe: Archäologische Informationen aus Baden-Württemberg, 21, Stuttgart: Gesellschaft für Vor- und Frühgeschichte in Württemberg und Hohenzollern, 1991, ISBN 3-927714-13-5
- Sophie Stelzle-Hüglin: Abschluss der Untersuchungen im Bereich des ehemaligen Friedhofs auf dem südlichen Münsterplatz in Ulm. In: Landesdenkmalamt Baden-Württemberg, Archäologisches Landesmuseum, Gesellschaft für Vor- und Frühgeschichte in Württemberg und Hohenzollern, Förderkreis Archäologie in Baden (Hrsg.): Archäologische Ausgrabungen in Baden-Württemberg, Stuttgart: Theiss, 2000, S. 227–230
- Andrea Bräuning: Zum Abschluß der Untersuchungen auf dem Münsterplatz in Ulm. In: Archäologische Ausgrabungen in Baden-Württemberg, 1993, S. 273–277
- T. Bader: Ein Grab der Glockenbecherkultur auf dem Münsterplatz in Ulm. In: Archäologische Ausgrabungen in Baden-Württemberg, 1989, S. 79–81
- Erhard Schmidt: Ergebnisse einer Sondierungsgrabung auf dem südlichen Münsterplatz in Ulm. In: Denkmalpflege in Baden-Württemberg, 16. Jg. 1987, Heft 4, S. 169–172. (PDF)

### Zur Gestaltung
- Yngve Jan Holland, Jürgen Strassel: Zur semantischen Analyse neuerer öffentlicher Plätze in europäischen Städten: Trier, Konstantinplatz, Ulm, Münsterplatz, Mailand, Monumento, Lyon, Place des Terreaux, Barcelona, Plaça dels Països Catalans. Reihe: Agis-Texte, 12, Oldenburg: Agis, 1996
- Adolf Silberberger: Neugestaltung Ulmer Münsterplatz. Ulm: Süddeutsche Verlagsgesellschaft, 1993, ISBN 3-88294-195-2
- Heinrich de Fries (Hrsg.): Der Münsterplatz in Ulm und seine zukünftige Gestaltung, eine städtebauliche Zukunftsaufgabe. Reihe: Bausteine, 1, Berlin: O. Stollberg & Co., 1925
- Hubert Krins: Die Freilegung des Ulmer Münsters und ihre Folgen. Zur Geschichte und Gestalt des Münsterplatzes. In: Denkmalpflege in Baden-Württemberg, 15. Jg. 1986, Heft 2, S. 49–57. (PDF)
- Hubert Krins: Der Vorschlag Richard Meiers für die Neugestaltung des Ulmer Münsterplatz. In: Denkmalpflege in Baden-Württemberg, 16. Jg. 1987, Heft 4, S. 161–164. (PDF)

### Zu einzelnen Veranstaltungen auf dem Platz
- Stadtarchiv Ulm (Hrsg.): StadtMenschen: 1150 Jahre Ulm: die Stadt und ihre Menschen. Eine Freiluft-Ausstellung auf dem Südlichen Münsterplatz vom 9.7. – 19.9.2004. Ulm: Ebner, 2004, ISBN 3-87188-051-5
- Stadt Ulm, Zentralstelle (Hrsg.): Wissen schafft Zukunft: 20 Jahre Wissenschaftsstadt Ulm 2006 Katalog zur Ausstellung „20 Jahre Wissenschaftsstadt Ulm“, 20. Juli bis 3. Oktober 2006, auf dem Südlichen Münsterplatz. Ulm: Ebner, 2006, ISBN 3-87188-112-0
- Rolf Bodenseh: Sculptura Ulm ’90: Künstlerwerkstatt auf dem Münsterplatz; 14. bis 25. Mai 1990 zum 100-jährigen Jubiläum der Vollendung des Ulmer Münsters. Ulm: Kunststiftung „Pro Arte“, 1990